# スノーパーク雲辺寺

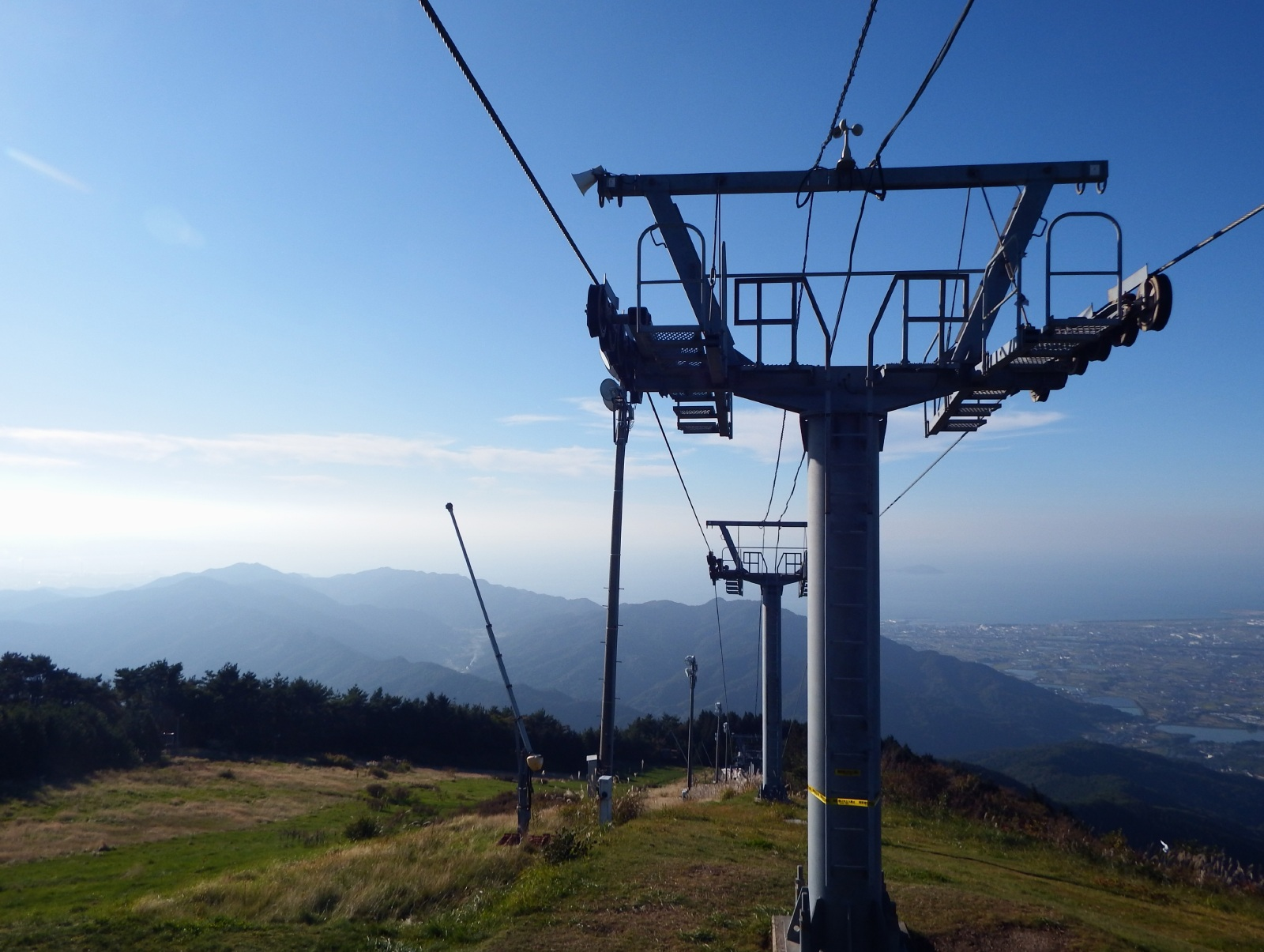
ゲレンデ

スノーパーク雲辺寺（スノーパークうんぺんじ）は、香川県観音寺市にある、四国ケーブル株式会社が運営するスキー場。2020年3月をもって営業終了。

## 歴史
雲辺寺ロープウェイなどを運行する四国ケーブルにより2001年に香川県唯一のスキー場として開業した。開業当初は1シーズンで約2万6000人が訪れていたが、暖冬の影響で営業日数が短くなり、2020年春までのシーズンの利用客は1万4000人ほどとなっていた。2020年3月の営業終了後、暖冬による営業日数の減少や造雪のための電気代の負担の増加、新型コロナの影響による客の減少などにより営業の継続を断念し閉鎖となった。
スキー場閉鎖後も周辺は雲辺寺山頂公園として天空のブランコや天空のフォトフレームなどSNS映えスポットとしてリニューアルされている。また、隣には四国八十八箇所の第六十六番札所・雲辺寺がある。2022年1月には残されていた人工造雪機を活用し、同年2月までの土日祝日限定で雪遊びスポットが開設された。

## 営業期間
例年12月中旬より3月上旬まで開場していた。
通常営業時間
9:30 - 17:00
ナイター営業日のみ
通常営業時間に加え、18:00 - 22:00

## ゲレンデおよびリフト
緩やかな斜面で初心者に優しいコースになっていた。人工降雪機を備えていた。
メインゲレンデ
全長260m、平均勾配14度。3人乗り雲辺寺トリプルリフトとナイター設備があった。
チビッコゲレンデ
全長45m、平均勾配12度。登坂装置があった。

## アクセス
- 雲辺寺ロープウェイ利用の場合。
  - 高松自動車道・大野原ICから山麓駅まで自動車で約15分。山頂駅で下車後、スキー場までは徒歩で200m。